# Mimar Hayreddin

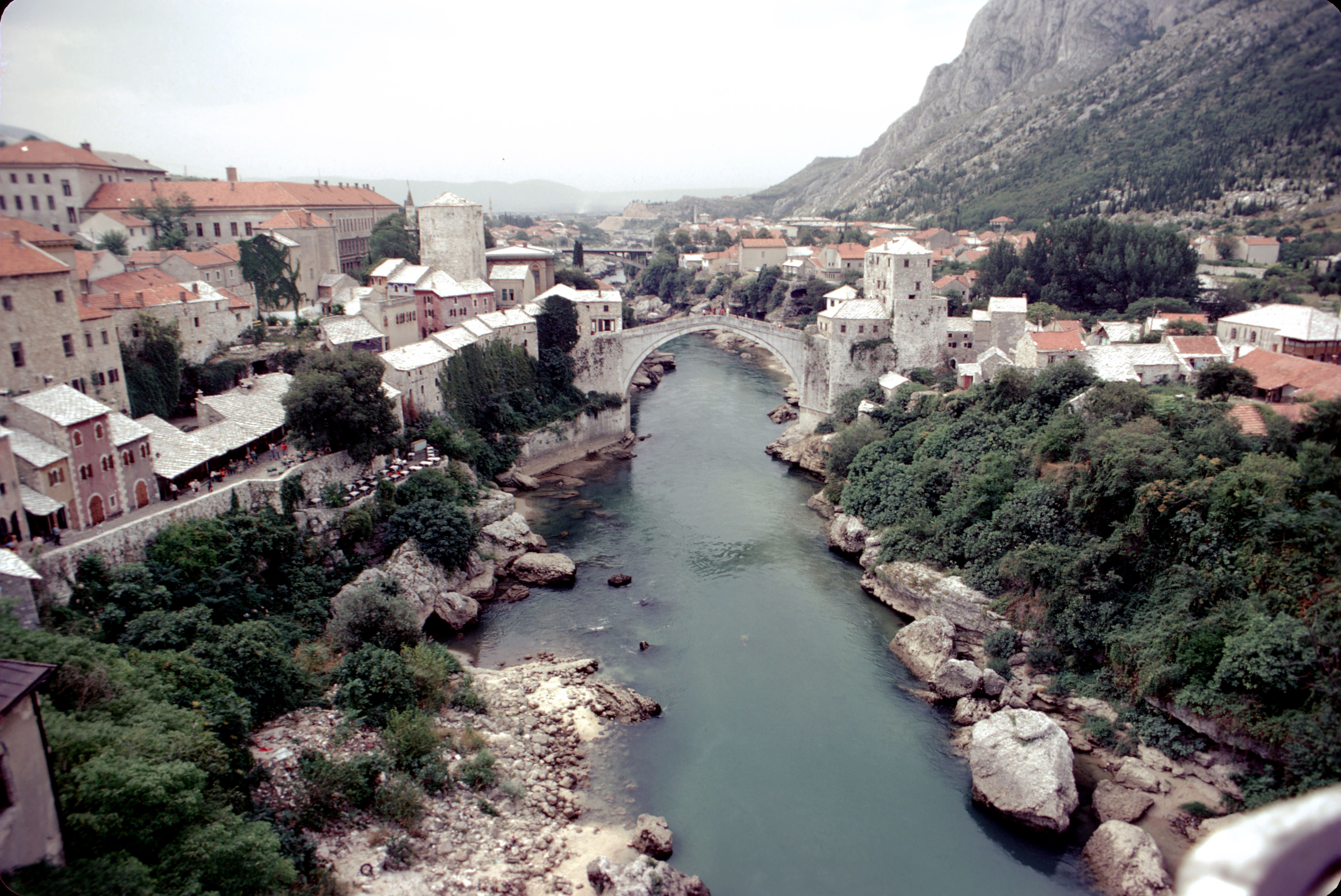
Le Stari Most (Vieux Pont de Mostar) a été construit par l'architecte Mimar Hayreddin

 Mimar Hayreddin  était un architecte ottoman. Il fut architecte impérial en chef sous Bayezid II de 1481 jusqu’en 1512. Il est considéré comme l’un des fondateurs du style classique ottoman.

## Contributions
Parmi ses œuvres les plus importantes figurent les külliye de Bayezid II à Amasya et Edirne.